# Fenboafinolhu
Fenboafinolhu  est une petite île inhabitée des Maldives. 

## Géographie
Fenboafinolhu est située dans le centre des Maldives, au Nord-Ouest de l'atoll Mulaku, dans la subdivision de Meemu.